# Milos Reindl
Pour les articles homonymes, voir Reindl.
Milos Reindl (en tchèque : Miloš Reindl) né le 13 décembre 1923 à Prague en Tchécoslovaquie et mort le 2 mars 2002 à Montréal au Québec, est un illustrateur et peintre tchèco-canadien. Il est surtout connu pour être le designer d'affiches de films de grande dimension. Formé dans les ateliers d'Emil Filla et d'Antonín Kýbal, Reindl quitte la Thécoslovaquie en 1968 pour émigrer au Canada en tant que refugier politique.
Suivant la tradition du cubisme tchécoslovaque, le style de Reindl est influencé par l'art moderne européen dont les œuvres de Pablo Picasso, Henri Matisse, Marc Chagall et Jean Dubuffet,

## Biographie
Né en Tchécoslovaquie en 1923, Reindl étudie à l'École des arts appliqués de Prague sous le mentorat de l'artiste d'avant-garde Emil Filla et de l'artiste du textile Antonín Kýbal. Après avoir gradué en 1951, il marie une collègue étudiante Helena Pokorná, nièce du sculpteur Karel Pokorný, la même année.

### Premières œuvres
En 1957, Reindl travaille à Prague dans une studio publicitaire et en tant que graphiste spécialisé dans des affiches de films. Bien que le coût de production de posters était prohibitif à cette époque, Reindl était employé pour faire ses propres interprétations et souvent, sans avoir visionné les films. Durant la fin des années 1950 et tôt durant les années 1960, il conçoit une douzaine d'affiches dont celle de Douze Hommes en colère' (1957), Murder, She said (1961) et L'Amiral Tempête (1953).

### Émigration au Canada
Suivant l'invasion de la Tchécoslovaquie par le pacte de Varsovie en 1968, Reindl s'installe à Montréal au Canada en tant que refugier politique. Durant les années 1970, il commence une carrière de professeur à l'université Laval qu'il conserve pendant une trentaine d'années. En plus de l'enseignement, il continue de son activité artistique créant une centaines d'œuvres, dont des peintures à l'huile, des gouaches et des dessins, qu'il partage seulement avec quelques amis proches jusqu'à son décès en 2002.

### Mort
Reindl meurt à Montréal en mars 2002 à l'âge de 78 ans. Il est inhumé au cimetière Mont-Royal d'Outremont

## Expositions
- 2002: "Milos Reindl: une célébration de vie," Université de Montréal, Montréal, Canada[5]
- 2003: Milos Reindl Retrospective, Saint-Bruno, Canada
- 2004: Milos Reindl Retrospective, Château de Prague, République Tchèque
- 2016: "Do Not Pass By," Prague, République Tchèque, Affiches de films[6]
- 2016: "Do Not Pass By," Montréal, Québec, Canada[7]